# Kathedraal van de Ontslapenis van de Moeder Gods (Charkov)
De Kathedraal van de Ontslapenis van de Moeder Gods (Oekraïens: Успенський собор, Russisch: Успенский собор) was de belangrijkste Oekraïens-orthodoxe kerk in Charkov tot de bouw van de Annunciatiekathedraal in 1901. De kathedraal staat op de Universiteitsheuvel bij de oever van de Lopanrivier en domineert de gehele binnenstad

## Geschiedenis
Een eerste vermelding van de kathedraal in geschreven bronnen dateert uit 1658. De huidige kathedraal werd echter gebouwd in de jaren 1771-1777 in de stijl van de Russische barok. Ter herdenking van de overwinning op Napoleon werd een 90 meter hoge klokkentoren gebouwd in de jaren 1821-1844. De neoclassicistische toren bleef tot in de 21e eeuw het hoogste gebouw van de stad en was voor lange tijd de op een na hoogste toren van Oekraïne. In 1929 lieten de atheïstische autoriteiten de kathedraal sluiten, de koepels van de kerk afbreken en de klok uit de toren verwijderen. Waardevolle voorwerpen, waaronder een houten iconostase uit de 18e eeuw naar ontwerp van Bartolomeo Francesco Rastrelli, verdwenen naar een museum waar ze bij een brand tijdens de Tweede Wereldoorlog verloren gingen. Binnen de kerk werd een verdieping aangebracht. Ook werden decoratieve elementen aan de gevel verwoest. In de jaren 50 vonden er echter weer diverse renovatiewerkzaamheden plaats. Een tornado beschadigde de toren in 1975. Dankzij de goede akoestiek van de kerk diende het gebouw als concertzaal. Hiertoe werd in 1986 een orgel in de kerk geplaatst.

## Heropening
De kathedraal keerde terug naar de Oekraïens-orthodoxe Kerk in 2006. Ook worden er nog steeds concerten in de kathedraal uitgevoerd.